# Latrodectus variegatus
Latrodectus variegatus là một loài nhện trong họ Theridiidae.
Loài này thuộc chi Latrodectus. Latrodectus variegatus được Hercule Nicolet miêu tả năm 1849.